# Nothobranchius kirki
Nothobranchius kirki là một loài cá thuộc họ Aplocheilidae. Nó là loài đặc hữu của Malawi. Các môi trường sống tự nhiên của chúng là hồ nước ngọt và đầm nước ngọt có nước theo mùa.